# Cholenahalli, Channarayapatna
Cholenahalli là một làng thuộc tehsil Channarayapatna, huyện Hassan, bang Karnataka, Ấn Độ.